# Raymond Delisle
Pour les articles homonymes, voir Delisle.
Raymond Delisle est un coureur cycliste français, né le 11 mars 1943 à Ancteville (Manche) et mort le 11 août 2013 à Hébécrevon (Manche).

## Biographie

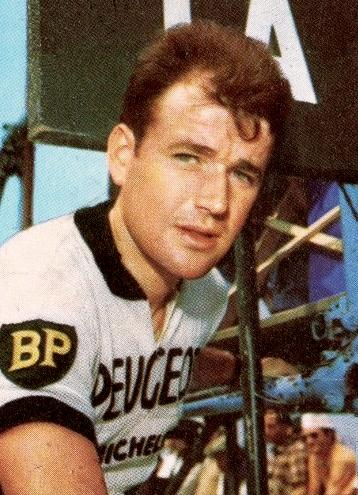
Raymond Delisle en 1971.

Il est considéré comme l'un des meilleurs coureurs cyclistes français des années 1970. Débutant chez les amateurs en 1961, il passe dans la catégorie professionnel en 1965. Il accomplit sa dernière année professionnelle sous les couleurs de Miko - Mercier, en 1977, même s'il a été fidèle à l'équipe Peugeot de 1965 à 1976.
Puncheur redouté, adepte des longues échappées, même Eddy Merckx le craignait, il n'a pas le palmarès que ses qualités pouvaient présager, du fait que le peloton lui permettait rarement de s'enfuir. Champion de France, en 1969, il remporte le 14 juillet, la seizième étape du Tour de France, arrivant à Luchon. Il est, à  ce jour, le seul coureur français à avoir remporté une étape, le jour de la fête nationale, vêtu du maillot tricolore. Il gagne sa deuxième victoire lors de la douzième étape du Tour 1976, s'achevant dans la station de Pyrénées 2000, après une longue fugue dans le massif des Pyrénées. Terminant avec cinq minutes d'avance sur le deuxième et surtout sept sur des coureurs comme Ocaña, Poulidor, Van Impe ou bien Zoetemelk, il s'empare du maillot jaune (pour deux jours), en pouvant légitimement espérer le garder jusqu'à Paris. Mais lors de la quatorzième étape, une alliance entre Luis Ocaña et Lucien Van Impe lui est fatale. Il termine néanmoins, cette année-là, quatrième au classement général final. Il participe à douze Tours de France, de 1965 à 1977, avec une autre place dans les dix premiers, neuvième lors du Tour 1977.
Lors d'une interview au journal L'Équipe le 7 juillet 1977, il indique au journaliste : « J'ai pris des amphétamines comme tout le monde. [...] 5 milligrammes qu'est-ce que c'est ? Vous prenez ça quand vous êtes fatigué et c'est rien du tout. Ce n'est pas dangereux. », montrant ainsi l'image qu'avait le dopage dans le peloton de ces années.

Après sa carrière cycliste, il devient agent commercial des cycles Orbea et de Cycleurope, fait fabriquer des vélos à son nom[réf. nécessaire]. Il est aussi hôtelier à Hébécrevon, dans la Manche, au château de la Roque qu'il reconvertit en chambres d'hôtes. Au printemps 2012, il fait une chute d’une échelle qui lui vaut de multiples fractures et le laisse très diminué. Joint au téléphone par le correspondant de Paris Normandie à l'occasion du Tour de France 2013, il se disait même trop faible pour regarder la course à la télévision. Il se suicide dans son manoir, le 11 août 2013. Charles Rouxel dit à propos de son geste : 
« Son suicide ? Je n'ai pas été surpris. Je le connaissais, c'était quelqu'un qui ne supportait pas d'être diminué. C'était un être entier qui avait besoin de ses bras et de ses jambes. Il ne pouvait pas rester rien faire, c'était un hyperactif. Les grands champions finissent souvent comme ça... Ils ne supportent pas la médiocrité. »
.

## Palmarès

### Palmarès amateur
- 1961
  -  Médaillé d'or du contre-la-montre par équipes aux Jeux de l'Amitié (avec Jean-Claude Le Hec, Georges Le Pennec et Michel Laurent)
- 1962
  - 3e du Maillot des Jeunes
- 1963
  - Tour du lac Léman amateurs
  - 7ea étape de la Route de France
  - Grand Prix L'Économique :
    - Classement général
    - 2e et 4ea étapes

  - Grand Prix de Tourteron
  - 2e de Paris-Barentin
  - 2e du Grand Prix de France
  - 3e du Tour de l'Avenir
  - 3e de la Route de France
- 1964
  -  Champion de France des sociétés (avec Désiré Letort, Roger Milliot, Jean Jourden et Christian Raymond)
  - Tour d'Eure-et-Loir
  - 8e étape des Huit Jours de l'Ouest
  - 2e du Tour d'Anjou

### Palmarès professionnel

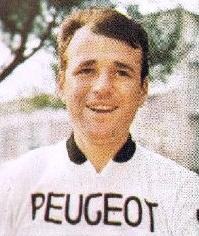
Raymond Delisle en 1972, représenté sur l'image n°91 de l'album Panini 'Sprint 72'.

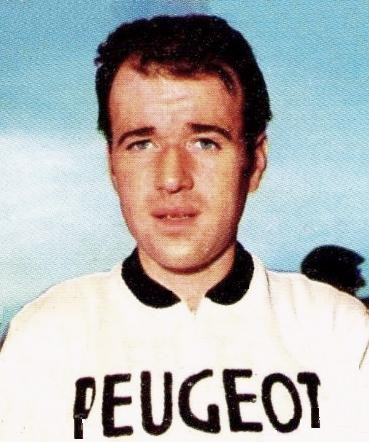
Raymond Delisle en 1973, représenté sur l'image n°135 de l'album Panini 'Sprint 73'.

| - 1965 - 2e du Tour du Morbihan - 2e de la Promotion Pernod - 5e du Tour de Romandie - 1966 - Course de côte du mont Faron - 2e étape du Grand Prix du Petit Varois (contre-la-montre) - 2e de Bordeaux-Saintes - 2e du Tour de Romandie - 2e du Grand Prix du Midi libre - 2e du Tour du Morbihan - 3e du Circuit d'Auvergne - 3e de la Promotion Pernod - 1967 - 3e du Critérium national - 3e du Tour de Luxembourg - 3e du Grand Prix d'Orchies - 9e du Tour de Lombardie - 1968 - 2e du Tour de Romandie - 2e de Bordeaux-Paris - 1969 - Champion de France sur route - Grand Prix d'Antibes - Tour de l'Hérault - 16e étape du Tour de France - Polymultipliée - 2e du Critérium national - 2e du Critérium des As - 2e du Prestige Pernod - 5e de Paris-Nice - 5e du Tour de Romandie - 8e du Tour de Lombardie - 9e du Grand Prix du Midi libre - 1970 - Prologue du Critérium du Dauphiné libéré-Six Provinces - Trophée d'Europe de la montagne : - Classement général - 2e étape (contre-la-montre) - 5e du Critérium du Dauphiné libéré-Six Provinces - 1971 - 3e du Grand Prix de Plouay - 4e des Quatre Jours de Dunkerque - 8e de Liège-Bastogne-Liège | - 1972 - 2e étape du Tour de Romandie - 3e étape de la Semaine catalane - 2e du Grand Prix de Menton - 3e du Tour de Romandie - 4e de Paris-Nice - 4e de la Semaine catalane - 7e de Liège-Bastogne-Liège - 7e du Tour de Lombardie - 1973 - Grand Prix de Nice - 1re étape de la Semaine catalane - 2e du Grand Prix de Monaco - 2e du Trophée des grimpeurs - 9e de Paris-Nice - 9e du Critérium du Dauphiné libéré - 1974 - 10ea étape du Tour d'Espagne - 2e du Grand Prix de Monaco - 3e du Critérium national - 7e de Liège-Bastogne-Liège - 8e de la Semaine catalane - 1975 - Course de côte du mont Chauve : - Classement général - 1re et 2e (contre-la-montre) étapes - Gênes-Nice - Draguignan-Seillans - 6eb et 7ea étapes de Paris-Nice - 7e du Critérium du Dauphiné libéré - 10e du Grand Prix du Midi Libre - 1976 - Prologue du Critérium du Dauphiné libéré (contre-la-montre par équipes) - 12e étape du Tour de France - 3e du Grand Prix de Monaco - 3e du Critérium du Dauphiné libéré - 4e du Tour de Romandie - 4e du Tour de France - 1977 - Polymultipliée - 2e du Critérium national - 6e du Tour de Romandie - 9e du Tour de France |

## Résultats sur les grands tours

### Tour de France
12 participations.
- 1965 : abandon (11e étape)
- 1966 : 23e
- 1967 : 26e
- 1969 : 37e, vainqueur de la 16e étape
- 1970 : 11e
- 1971 : 77e
- 1972 : 11e
- 1973 : 11e
- 1974 : 12e
- 1975 : 16e
- 1976 : 4e, vainqueur du prix de la combativité et de la 12e étape,  maillot jaune pendant 2 jours
- 1977 : 9e

### Tour d'Italie
1 participation
- 1968 : 39e déclassé

### Tour d'Espagne
2 participations
- 1967 : abandon
- 1974 : non partant (19eb étape), vainqueur de la 10ea étape